# Lounès Matoub
Lounès Matoub (24 de janeiro de 1956 - 25 de junho de 1998) foi um cantor e poeta berber, defensor proeminente da causa berberesa, dos direitos humanos e do secularismo na Argélia ao longo de sua vida.
Ele é reverenciado como herói e mártir em Kabylie, no mundo berbere e no mundo. Matoub foi injuriado pela maior parte da população muçulmana na Argélia por suas visões políticas e religiosas de Laïc e pela alegada blasfémia de algumas canções (como Allahu Akbar), juntamente com sua defesa militante dos direitos dos berber; isto fazia com que ele fosse impopular entre as duas partes em guerra durante a Guerra Civil da Argélia. O seu assassinato, em circunstâncias que ainda não são claras, provocou violentos tumultos em Kabylie. Os argelinos berberes ainda acusam o governo argelino de matar Matoub Lounès, mas alguns dos personagens do governo argelino acusaram os terroristas islâmicos desse crime.

## Juventude
Lounes Matoub nasceu em 24 de janeiro de 1956 na aldeia de Taourirt Moussa, na Kabylie argelina. Quando completou 9 anos, construiu sua primeira guitarra a partir de uma lata de óleo de carro vazia e compôs suas primeiras músicas como adolescente. Sua identidade política e cultural foi despertada por confrontos armados entre pessoas de Kabylie e forças governamentais em 1963-1964. Em 1968, o governo argelino introduziu uma política de arabização no sistema educacional. Matoub reagiu, faltando à escola; Ele relatou nas suas memórias: "Tínhamos que abandonar o berber e rejeitar o francês. Eu disse que não! Eu joguei amuado em todas as minhas aulas de árabe. Todas as aulas que eu perdi eram um ato de resistência, uma fatia de liberdade conquistada. Minha rejeição era voluntária e propositada." Em 1975, abandonou a educação formal. Mais tarde, partiu para a França em busca do trabalho.

## Assassinato
Em 25 de junho de 1998, às 12h30 da hora local, o carro de Matoub foi parado em um obstáculo enquanto ele estava a dirigir por uma estrada montanhosa no leste da Argélia. O carro foi atingido por pistoleiros mascarados, matando Matoub e ferindo sua esposa, Nadia Matoub, e as duas cunhadas. Dentro de horas, as notícias do assassinato de Matoub se espalharam por Kabylie e milhares de pessoas enfurecidas reuniram-se ao redor do hospital onde seu corpo foi levado. A multidão gritou "Pouvoir, Assassin" ("Governo, Assassinos"). Uma semana de revoltas violentas seguiu sua morte. Jovens manifestantes entraram em confronto com policiais anti-motim e atacaram propriedades do governo. Em 28 de junho de 1998, dezenas de milhares de pessoas participaram de seu funeral em frente à sua casa em sua aldeia natal. Ele foi enterrado entre uma figueira e uma cerejeira, em frente à casa em que nasceu. A família de Matoub tocou uma paródia mordaz do hino nacional argelino, que veio do último álbum de Matoub, Lettre ouverte aux ... ("Carta aberta para. ... "), lançado após sua morte (Gold-Disc). O assassinato de Matoub ocorreu uma semana antes de uma lei, que excluía outras línguas que não o árabe da vida pública, entrasse em vigor. Matoub tinha sido um crítico franco desta lei. Em 30 de Junho de 1998, o GIA reivindicou a responsabilidade pelo assassinato de Lounes Matoub.
No primeiro aniversário de sua morte, uma greve geral foi convocada na capital de Kabyle, Tizi-Ouzou, e milhares protestaram nas ruas. Os manifestantes entraram na sala da corte da cidade e derrubaram as escalas de justiça. A BBC informou que muitos activistas bereberes culparam o governo pela morte de Matoub e rejeitaram sua afirmação de que os islâmicos eram responsáveis. Cerca de 20 mil pessoas marcharam em Tizi-Ouzou para marcar o terceiro aniversário do assassino de Matoub.
Sua família criou uma fundação em seu nome para promover sua memória, lançar luz sobre as circunstâncias de seu assassinato e promover os valores que ele defendeu. Duas ruas na França foram nomeadas após Matoub, uma em Grenoble e uma em Lyon. Em 18 de julho de 2011, dois homens, Malik Madjnoun e Abdelhakim Chenoui, foram condenados por matar Matoub e condenados a 12 anos de prisão. O julgamento de um dia foi suspenso duas vezes quando a família de Matoub interrompeu para insistir que os suspeitos eram inocentes.